# ГОСАКВАСПАС
Федеральное государственное казённое учреждение «Аварийно-спасательная служба по проведению подводных работ специального назначения» (ГОСАКВАСПАС) — структурное подразделение МЧС России существовавшее в 2001—2015 годах.

## Состав
Создано в соответствии с постановлением Правительства Российской Федерации от 28 июня 2001 года № 486 «О совершенствовании деятельности по предупреждению и ликвидации чрезвычайных ситуаций на подводных потенциально опасных объектах» и приказом МЧС России от 28 июня 2001 года № 347 «О реализации постановления Правительства Российской Федерации от 28 июня 2001 года № 486».
Включало в себя пять формирований:
- Центральный терминал (в Москве);
- Западный филиал (недоступная ссылка) (в Балтийске);
- Южный филиал (в Геленджике);
- Северный филиал (в Архангельске);
- Дальневосточный филиал (недоступная ссылка) (в Находке).

55 % личного состава ГОСАКВАСПАС составляли аттестованные сотрудники МЧС, часть из них военнослужащие.
Ликвидировано в 2015 году, подразделения переданы другим структурам МЧС, в частности Северный филиал ФГКУ «ГОСАКВАСПАС» переименован в Арктический комплексный центр МЧС России — филиал федерального государственного казённого учреждения «Северо-Западный региональный поисково-спасательный отряд МЧС России» (далее — Арктический КЦ) и с 15 апреля 2015 г. включен в состав ФГКУ «СЗРПСО МЧС России».

## Основные задачи
- Предупреждение и ликвидация чрезвычайных ситуаций на подводных потенциально опасных объектах во внутренних водах и в территориальном море Российской Федерации;
- Участие в планировании и разработке планов по предупреждению и ликвидации чрезвычайных ситуаций на объектах, территориях и акваториях;
- Участие в разработке планов взаимодействия при ликвидации чрезвычайных ситуаций;
- Обслуживание и эксплуатация судов, оборудования специального назначения, недвижимости и других объектов и имущества, находящихся в оперативном управлении филиалов;
- Доставка людям, терпящим бедствие, аварийного снаряжения и средств жизнеобеспечения;
- Спасание людей, оказание им первой необходимой помощи, эвакуация пострадавших и оказание помощи судам и приводнившимся летательным аппаратам;
- Пропаганда знаний в области защиты населения и территорий от чрезвычайных ситуаций;
- Участие в организации подготовки населения и работников организаций к действиям в условиях чрезвычайных ситуаций.

К весне 2011 года ГОСАКВАСПАС провел 30 комплексных экспедиций по поиску и мониторингу состояния подводных потенциально опасных объектов, обследовал 1526 таких объектов, поднял и передал на утилизацию 779 боеприпасов, спас 1520 человек.

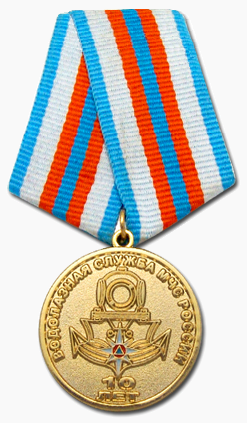
Ведомственная медаль «10 лет водолазной службе МЧС России» приуроченная к юбилею ГОСАКВАСПАС